# Walter Maurer (artista)
Walter Maurer (Dachau, 20 marzo 1942) è un artista tedesco.
Oltre che docente universitario, è considerato un importante rappresentante del cubismo moderno e dell'espressionismo in Germania.

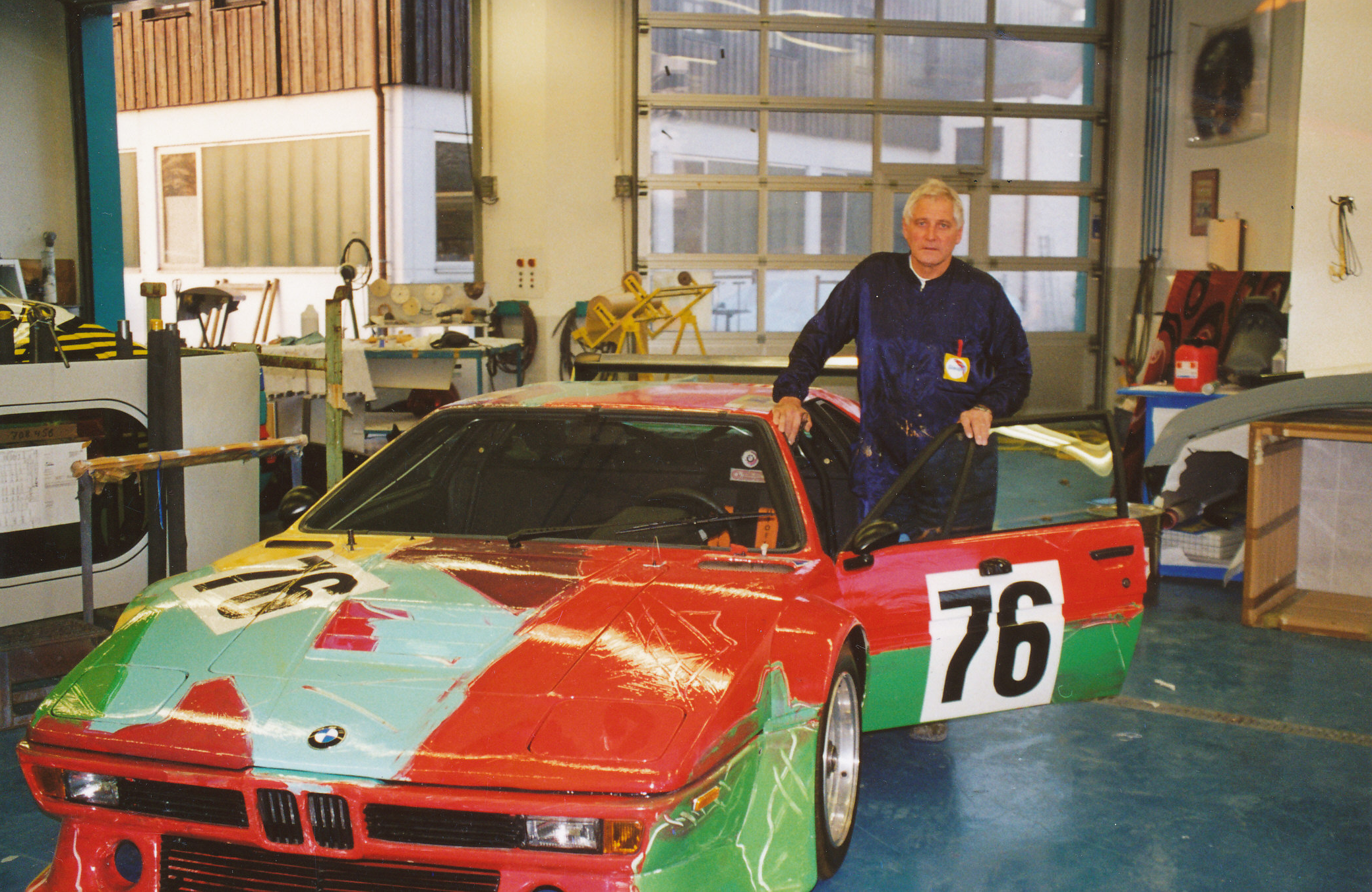
Maurer sulla destra

Nelle sue opere, spesso spiega le questioni etiche contro il razzismo e l'estremismo. Ha lavorato ed è stato anche partner artistico di Andy Warhol, Roy Lichtenstein e Frank Stella.
Ha ricevuto il distintivo d'onore della Bundeswehr.